# Indigofera ambelacensis
Indigofera ambelacensis är en ärtväxtart som beskrevs av Georg August Schweinfurth. Indigofera ambelacensis ingår i släktet indigosläktet, och familjen ärtväxter. Inga underarter finns listade i Catalogue of Life.